# Єлена Томашевич
Єлена Томашевич (серб. Jelena Tomašević, Јелена Томашевић; 1 листопада 1983, Неготин) − сербська поп і фолк співачка. Народилася у м. Неготин 1 листопада 1983 року, росла в місті Крагуєвац. Закінчила чисельно-математичну гімназію у цьому ж місті.
З 8 років бере участь у різноманітних музичних конкурсах та фестивалях. У 8 років завоювала першу премію на дитячому музичному фестивалі «Sarenijada», а три роки пізніше стала переможницею югославського дитячого фестивалю.
На час участі у Євробаченні була студенткою відділення англійської мови та літератури факультету філології Белградського університету.

## Кар'єра та успіх
Її кар'єра пішла вгору після того, як Єлена стала учасницею фольклорного ансамблю «Abrasevic», одного з найуспішніших сербських ансамблів. У його складі вона досягла успіху на численних фестивалях. У 2002 році Єлена почала кар'єру поп-співачки. Вона завоювала симпатії журі в суперфіналі шоу «3K DUR», що транслювався на телеканалі RTS3. У 2003 році вона вперше бере участь у фестивалі «Budva» і посідає друге місце на престижному фестивалі «Слов'янський базар» у Білорусі.

## Беовізія і Євробачення
У 2004 році вона вперше бере участь в національному відборі на Євробачення Беовізія. У 2005 році вона знайомиться з Желько Йоксимович і підписує контракт з Minacord Production Company. На Беовізії 2005, вона перемагає з піснею «Јутро» Желько Йоксимовича та Олександри Мілутінович. Єлена вважалася одним з фаворитів і в Сербській національному фіналі Євробачення і займає друге місце. Пізніше в цьому році вона записує саундтрек до фільму «Ivkova slava», який теж написав Желько Йоксимович. У 2008 знову виграє Беовізію з піснею «Оро», музику до якої написав Желько Йоксимович. Вона досить успішно представила Сербію, посівши 6 місце.
У цьому ж році виходить її дебютний альбом «Panta Rei». Як бонус, до нього увійшли треки: Minha dor (португальська версія Оро), Ela agapi (грецька версія Оро), Adios amor (іспанська версія Оро) та Oro remix.

## Особисте життя
28 серпня 2011, Єлена вийшла заміж за сербського актора Івана Босільчіча (Ivan Bosiljcic) — 24 січня 2012 року, Олена народила доньку, яку назвали Ніна.

## Політичне життя
У 2018 році виступила на концерті "Русская мечта" в окупованому Криму.